# Omar Gonzalez
Pour les articles homonymes, voir González.
Omar Gonzalez, né le 11 octobre 1988 à Dallas dans le Texas, est un joueur international américain de soccer. Il joue au poste de défenseur central au Fire de Chicago en MLS.

## Biographie

### Carrière en club
Gonzalez, après avoir fréquenté plusieurs centres de formation, rejoint l'Université du Maryland et joue pour les Terrapins de NCAA.
Il quitte précocement l'université en signant un contrat Génération Adidas en 2009. Il est alors repêché en 3e position lors de la MLS SuperDraft 2009 par le Galaxy de Los Angeles. Il est élu recrue de l'année pour sa première saison professionnel. La saison suivante, il est appelé pour le Match des étoiles de la MLS face au Manchester United.
Le 5 janvier 2012 est annoncé son prêt en Bundesliga au 1. FC Nuremberg jusqu'à la mi-février. Au cours de son premier entrainement en Allemagne, il se blesse au genou lors d'un choc avec son nouveau coéquipier Timothy Chandler. Il est immédiatement rapatrié pour être opéré.

### Carrière internationale
Gonzalez participe à la Coupe du monde de football des moins de 17 ans 2005 au Pérou.
Le 22 décembre 2009, il est appelé pour la première fois en équipe nationale. Il attend le 10 août 2010 pour sa première sélection à l'occasion d'un match amical face au Brésil.

## Palmarès

### Collectif
- Gold Cup : 2013 et 2017
- Coupe MLS : 2011, 2012, 2014
- Supporters' Shield : 2010, 2011
- Champion de l'Ouest : 2009, 2011
- Champion NCAA : 2008
- Ligue des champions de la CONCACAF : 2016-2017

### Individuel
- Défenseur de l'année de MLS : 2011
- Recrue de l'année 2009
- MLS Best XI : 2010, 2011
- Trophée d'homme du match de la Coupe MLS : 2012